# Zabrody (rejon łucki)
Zabrody (ukr. Заброди) – wieś na Ukrainie w rejonie łuckim obwodu wołyńskiego.
Do 2020 w rejonie kiwereckim. 